# Jotapata
Jotapata (grec antic: Ἰωτάπατα, llatí: Jotapata) va ser una ciutat de Galilea a la cimera d'un turó envoltada per tres barrancs infranquejables i en una posició molt ben defensada, a mig camí entre Ptolemais i el llac Tiberíades, i al nord de Natzaret.
La ciutat és famosa per haver resistit els atacs de Vespasià durant la Primera Guerra Judeo-romana que comandava tres legions, la V Macedònica, la X Fretensis i la XV Apollinaris. Flavi Josep que comandava els defensors de la ciutat, va narrar després a La guerra jueva les vicissituds del setge i la conquesta. L'autor diu que hi van morir quaranta mil defensors i 1200 van caure presoners. Vespasià va fer arrasar el lloc fins als fonaments (juliol del 67). Ha estat identificada amb el modern lloc de Tell Jafat, al nord de Sepphoris.